# Glory Days
Glory Days е четвъртият албум на британската група Литъл Микс, издаден през ноември 2016 г. Включва в себе си 12 музикални изпълнения, от него са излезли четири сингъла „Shout Out to My Ex“, „Touch“, „No More Sad Songs“ и „Power“.

## Списък с песните

### Оригинален траклист
1. „Shout Out to My Ex“ – 4:06
2. „Touch“ – 3:33
3. „F.U.“ – 3:58
4. „Oops“ (с Чарли Пут) – 3:24
5. „You Gotta Not“ – 3:11
6. „Down & Dirty“ – 2:55
7. „Power“ – 4:07
8. „Your Love“ – 3:27
9. „Nobody Like You“ – 4:08
10. „No More Sad Songs“ – 3:26
11. „Private Show“ – 2:41
12. „Nothing Else Matters“ – 3:55

### Делукс издание
1. „Beep Beep“ – 3:52
2. „Freak“ – 3:36
3. „Touch“ (акустика) – 3:43

### Японско издание
1. „Grown“ (на живо) – 4:01
2. „Wings“ (на живо) – 5:22
3. „Secret Love Song“ (на живо) – 4:30
4. „Black Magic“ (на живо) – 4:10

### Делукс издание DVD: The Get Weird Tour на живо отУембли Арена
1. „Grown“ – 3:59
2. „Hair“ – 5:47
3. „Wings“ – 7:57
4. „Lightning“ – 5:51
5. „DNA“ – 6:13
6. „Secret Love Song“ – 4:30
7. „OMG“ – 5:36
8. „Salute“ – 7:31
9. „Little Me“ – 4:05
10. „Move“ – 5:30
11. „How Ya Doin'?“ – 4:12
12. „Love Me Like You“ – 4:55
13. „Weird People“ – 4:25
14. „The Beginning“ – 3:25
15. „Black Magic“ – 3:53

### Платинено издание
1. „Shout Out to My Ex“ – 4:06
2. „Touch“ (с Кид Инк) – 3:22
3. „Reggaetón Lento (Remix)“ (със CNCO) – 3:08
4. „F.U.“ – 3:58
5. „Power“ (със Stormzy) – 4:02
6. „No More Sad Songs“ (с Машин Гън Кели) – 3:45
7. „Oops“ (с Чарли Пут) – 3:24
8. „You Gotta Not“ – 3:11
9. „Down & Dirty“ – 2:55
10. „Your Love“ – 3:27
11. „Nobody Like You“ – 4:08
12. „Private Show“ – 2:41
13. „Nothing Else Matters“ – 3:55
14. „If I Get My Way“ – 3:41
15. „Is Your Love Enough?“ – 3:45
16. „Dear Lover“ – 3:21

### Японско платинено издание
1. „Shout Out to My Ex“ (акустика) – 4:06
2. „No More Sad Songs“ (акустика) – 3:13

### Платинено издание дигитална версия
1. „Touch“ – 3:33
2. „Power“ – 4:07
3. „No More Sad Songs“ – 3:26
4. „Beep Beep“ – 3:52
5. „Freak“ – 3:36
6. „Touch“ (акустика) – 3:43
7. „Shout Out To My Ex“ (Steve Smart Epic редактиран) – 3:41
8. „Shout Out To My Ex“ (акустика) – 4:06
9. „No More Sad Songs“ (акустика) – 3:13